# Kill (comté de Kildare)
Pour les articles homonymes, voir Kill.
Kill (An Chill en irlandais) est une ville du comté de Kildare en Irlande.
La ville de Kill compte 2 510 habitants.